# Psammophis angolensis
Psammophis angolensis ist eine Schlangenart aus der Gattung der Sandrennnattern innerhalb der Familie Psammophiidae, die in Afrika verbreitet ist.

## Merkmale
Psammophis angolensis ist die kleinste Art der Sandrennnattern mit einer durchschnittlichen Gesamtlänge von 25 bis 30 cm und maximal etwa 50 cm. Hinterkopf und Nacken sind dunkelbraun mit drei dünnen, posterior am Kopf quer verlaufenden gelben Streifen. Am Nacken verlaufen ebenfalls ein bis zwei breitere Streifen. Dorsal verläuft ein dunkelbrauner drei Schuppen breiter Streifen mit schwarzen Rändern und manchmal mit dünnen schwarzen Linien in den äußeren beiden Schuppenreihen. Die Ventralia (Bauchschuppen) und äußeren dorsalen Schuppen sind weiß bis gelb oder karamellfarben und die Supralabialia (Oberlippenschilde) sind weiß. Median verläuft ventral manchmal ein blasser oranger Streifen. Die Beschuppung weist bis zu 157 Ventralia und 58 bis 80 Subcaudalia auf. Der Analschild ist geteilt. Die Pupillen sind bei Sandrennnattern rund.
Die Art ist wie andere Sandrennnattern schwach giftig, aber für den Menschen ungefährlich.

## Lebensweise
Psammophis angolensis ist wie alle Arten der Gattung ovipar (eierlegend). Sie ist tagaktiv und kann sich schnell fortbewegen, um ihre Beute zu fangen. Ihre Lebensräume umfassen sowohl Feucht- als auch Trockensavannen sowie Grasland. Sie wurde bis in Höhen von etwa 2000 Metern gefunden. Durch ihre versteckte Lebensweise ist sie eher selten anzutreffen. In die Hand genommen, beißt sie nur äußerst selten.

## Verbreitung und Gefährdungsstatus
Das Verbreitungsgebiet von Psammophis angolensis erstreckt sich über Simbabwe, Tansania, Sambia, Angola, Malawi, den Norden Botswanas, den Nordosten Südafrikas, den Nordosten Namibias, den Süden Mosambiks, den Süden der Demokratischen Republik Kongo, Sudan und Südsudan. Darüber hinaus gibt es eine Reliktpopulation in Äthiopien.
Die IUCN stuft die Art aufgrund ihres großen Verbreitungsgebiets als nicht gefährdet (least concern) ein und den Populationstrend als stabil. Auf der nationalen Roten Liste Südafrikas wird die Art ebenfalls als nicht gefährdet eingestuft. Sie kommt in einigen Naturschutzgebieten vor, darunter im Kruger-Nationalpark.

## Systematik
Psammophis angolensis ist eine Art aus der Gattung der Sandrennnattern. Sie wurde 1872 von dem portugiesischen Zoologen José Vicente Barbosa du Bocage als Amphiophis angolensis wissenschaftlich erstbeschrieben. Der Artname leitet sich von ihrem Vorkommen und dem Typenfundort in Angola ab.